# Xe đạp lòng chảo

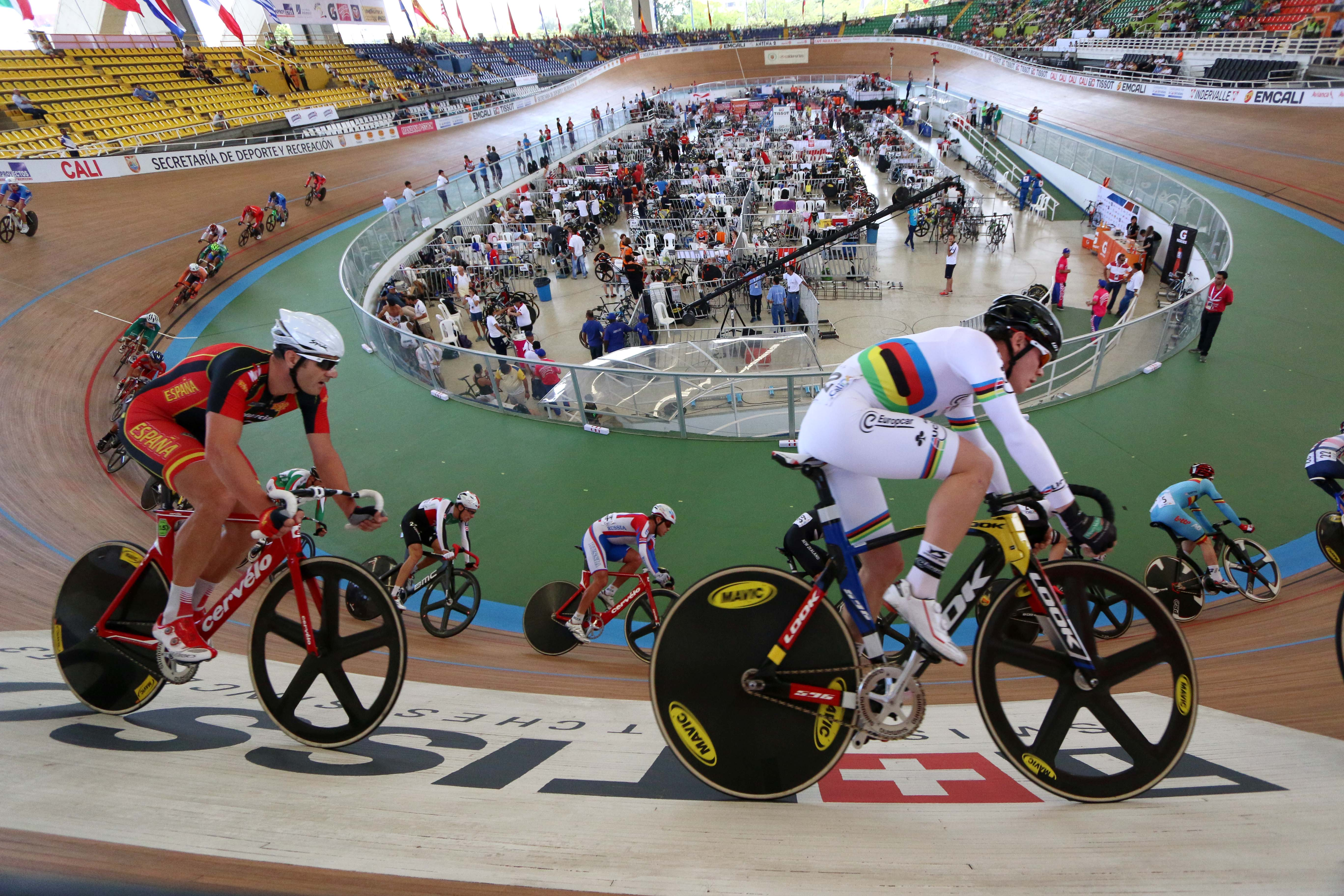
Xe đạp lòng chảo

Môn xe đạp lòng chảo là môn có trong Olympic. Xe đạp lòng chảo gồm rất nhiêu nội dung, một vòng chảo thường là 250m  ở đáy chảo, và dài hơn nhiều ở miệng chảo.
Đua xe đạp lòng chảo rất khác biệt so với xe đạp đường trường, là môn khá tốn kinh phí và nguy hiểm, xe đạp đua được thiết kế chắc chắn hơn xe đua thường (tất nhiên nặng hơn), bánh thường đặc để triệt tiêu lực cản do căm xe đập vào không khí tạo ra. Vận động viên xe đạp lòng chảo thường tránh dẫn đầu cho đến những phút cuối. Ngoài tốc độ, thể lực và sức bền, còn phải có óc quan sát phán đoán tốt, kỹ năng chạy chậm tốt, biết đưa ra chiến thuật hợp lý một cách nhanh nhất.

## Các nội dung thi

### Đua cá nhân tính giờ
Mỗi vận động viên lên xe một mình hoàn thành cự ly được quy định (thường mấy trăm mét đến vài km tùy nội dung), ai ít thời gian hơn sẽ thắng.

### Đua tốc độ
Thường 2 vận động viên đấu với nhau, khi ra đường đua họ sẽ đứng kế nhau. Lúc xuất phát họ có khoảng 2 hoặc 3 vòng chạy khởi động làm nóng, giai đoạn này 2 tay đua thường chạy chậm và cố tìm cách chạy sau đối phương. Lúc sắp hết 2 vòng khởi động họ bắt đầu tăng tốc sao cho khi xe cán vào vạch xuất phát màu đen cũng là lúc xe đạt vận tốc cao nhất. Khi xe đầu tiên cán vào vạch xuất phát màu đen thì sẽ có tiếng kẻng báo động bắt đầu chính thức phần thi tăng tốc, phần này chỉ dài có 200m (ít hơn 50m so với 1 vòng đua). Trước khi cán vạch xuất phát, các tay đua sẽ vừa tăng tốc vừa lái xe lên miệng chảo để khi vừa qua vạch xuất phát họ lao xe từ miệng chảo vào đáy chảo, tận dụng trọng lức giúp tăng thêm tốc độ. Kết quả cuộc đua được tính bằng giây từ khi xe cán vạch đen xuất phát đến khi xe cán vạch đích. Tay đua nào cán đích trước thì chiến thắng hiển nhiên nhưng tay đua đến sau cũng còn cơ hội lọt vào vòng tiếp nếu số giây ít hơn những tay đến sau khác.
Giai đoạn đầu các tay đua thường cố chạy sau đối phương để tận dụng luồng gió mà đối phương tạo ra làm lực đẩy cho mình, như vậy họ giữ sức cho đôi chân đến những giây cuối mới bung hết sức. Các tay đua chạy trước cũng có chiến thuật, họ có thể "ép" đối phương lên cao hơn khiến đường chạy của đối phương dài hơn mình. Khi vượt đối thủ từ phía sau, tay đua phải ở đúng line của mình không được ép lấn line đối thủ cho đến khi đuôi xe vượt khỏi bánh trước của đối thủ thì mới được ép vào line trong, nếu ép đối thủ trong lúc vượt xem như tự thua. Chống chân xuống đất hoặc ngã xe cũng xem như tự thua.
Nội dung đua tốc độ thường được chọn làm vòng loại để lọc vận động viên vào vòng trong các nội dung khác, nó cũng có thể có huy chương, tùy thể lệ.

### Đua thể lực
Thường đua 4 km nam và 3 km nữ, tức 16 vòng và 12 vòng. 2 tay đua xuất phát cùng lúc từ 2 vị trí đối xứng trên lòng chảo, cố chạy hoàn thành 4 km nhanh nhất có thể. Bị đối phương bắt kịp từ phía sau xem như thua. Kết quả tính bằng giây, so kè từng cặp loại nhau hoặc tính chung tùy thể lệ.
Đua thể lực đồng đội nam gồm 4 tay đua 16 km, nữ 3 tay 9 km. Các đồng đội chạy nối đuôi nhau, cứ hết 1 vòng chảo thì người chạy đầu lách lên cao nhường cho người thứ 2 lên chạy đầu, người thứ 3 lên thứ 2...  người chạy đầu nối vào vị trí cuối. 2 đội cũng xuất phát từ 2 vị trí đối xứng nhau qua tâm chảo.

### Đua đường trường
Cự ly đua đường trường thường là 15 km với 60 vòng. Ở nội dung này, nhiều vận động viên xuất phát cùng lúc, ai cán đích trước thắng.

### Đua tính điểm
Nội dung thường từ 120-160 vòng. Cả đoàn xuất phát, cứ mỗi 10 vòng sẽ có 1 lần chấm điểm tăng tốc, người về nhất cộng 5 điểm, từ nhì-ba-tư được 3-2-1 điểm, nhất chung cuộc cộng 20 điểm. Ai nhiều điểm nhất thắng.